# Vierge à l'Enfant (Fra Filippo Lippi, Alte Pinakothek)
La Vierge à l'Enfant (en italien : Madonna col Bambino) est l'une des représentations de la Vierge Marie portant l'Enfant Jésus, peinte par Fra Filippo Lippi.
Exécutée vers 1465, cette tempera sur panneau de châtaignier de format vertical, 76,3 × 54,2 cm, est conservée à l'Alte Pinakothek de Munich.

## Données historiques
À l'origine, Fra Filippo Lippi exécute une copie de sa Vierge à l'Enfant et deux anges, aujourd'hui conservée aux Offices de Florence et qui rencontre un vif succès dès sa création, comme l'a révélé l’examen radiographique de l'œuvre, puis en modifie ensuite la composition. 
Le tableau n'est pas documenté avant 1808, année où il est acquis par l'abbé Rivanni, de Florence, pour le compte de Louis Ier de Bavière et son commanditaire, comme sa destination initiale, ne sont pas connus.

## Description
La composition est semblable à la Vierge à l'Enfant et deux anges mais le peintre la simplifie par la disparition des anges et de la fenêtre ouverte et souligne surtout le rapport direct et l'intimité gestuelle entre la mère et l'enfant. Assise sur un siège dont seul l'accoudoir à volute est visible, Marie est représentée de trois-quarts et tient l'Enfant Jésus sur ses genoux ; son jeune et gracieux visage, au doux modelé, a le regard baissé et méditatif d'une mère consciente de la future Passion de son fils. Ce dernier touche de sa main gauche la robe de sa mère, tandis que sa main droite approche avec délicatesse son visage. 

## Analyse
Tous les deux dominent un panorama à l'arrière-plan, annonciateur des vastes paysages léonardesques ; à droite, un escarpement conduit à un temple de plan circulaire, vu comme la Turris Davidica (Tour de David) par Ronald Lightbown, une allusion à la virginité de Marie issue du Cantique des Cantiques : « Ton cou est comme la tour de David, bâtie pour être un arsenal ; mille boucliers y sont suspendus, tous les boucliers des héros. » (Ct 4:4). À gauche, le méandre d'un fleuve coule dans une plaine entourée de collines. 
La délicatesse de la Vierge et de l'Enfant Jésus apparaît comme une traduction picturale des bas-reliefs de Donatello et de Luca della Robbia.
Le temple est probablement à rapprocher de celui plusieurs fois cité dans la Bible, que les hymnes de l'Église orthodoxe comparent, à plusieurs reprises, à Marie, entre autres pour sa maternité virginale.

## Sources bibliographiques
- Cecilia Jannella, Luciano Bellosi, Chiara Frugoni, Ornella Casazza, John Pope-Hennessy, Gloria Fossi et Cristina Acidini Luchinat, Les protagonistes de l'art italien du Gothique à la Renaissance : Duccio, Giotto, Simone Martini, Pietro et Ambrogio Lorenzetti, Masaccio, Fra Angelico, Filippo Lippi, Benozzo Gozzoli, Paris, Hazan, 2004, 639 p. (ISBN 978-2-85025-932-6), p. 546 à 556.